# Párizs 16. kerülete
Párizs 16. kerülete (XVIe arrondissement) Franciaország fővárosának 20 kerületének egyike. A beszélt francia nyelven ezt a kerületet seizième-nek nevezik.
A kerülethez tartozik a Diadalív egy része, valamint a Place du Trocadéro és a Place d'Iéna közötti múzeumkoncentráció, amelyet 2014-ben a Fondation Louis Vuitton egészített ki.
Díszes 19. századi épületeivel, nagy sugárútjaival, rangos iskoláival, múzeumaival és különböző parkjaival a kerület régóta a francia előkelőségek egyik kedvenc lakóhelyeként ismert (a londoni Kensington és Chelsea vagy a berlini Charlottenburghoz hasonlóan), olyannyira, hogy a francia populáris kultúrában a le 16e (lə sɛzjɛm) kifejezés a nagy gazdagsággal társult. Valóban, Párizs 16. kerülete Franciaország harmadik leggazdagabb kerülete a háztartások átlagjövedelmét tekintve, a 7. kerület és a szomszédos Neuilly-sur-Seine után.
A 16. kerület több nagy sportlétesítménynek ad otthont, többek között: a Parc des Princes stadionnak, ahol a Paris Saint-Germain labdarúgóklub játssza hazai mérkőzéseit; a Roland Garros stadionnak, ahol a francia nyílt teniszbajnokságot rendezik; és a Stade Jean-Bouin stadionnak, amely a Stade Français rögbi egyesület otthona. A Bois de Boulogne, Párizs második legnagyobb közparkja (csak a Bois de Vincennes után) szintén ebben a kerületben található.

## Népesség
| Lakosok száma | 171 880 | 167 706 | 166 361 | 166 014 | 165 523 | 162 820 | 162 061 | 159 733 |
|               | 2009    | 2016    | 2017    | 2018    | 2019    | 2020    | 2021    | 2022    |